# Burkhard Leuschke
Burkhard Leuschke (* 27. April 1940 in Bad Schandau) ist ein ehemaliger deutscher Geher, der für die DDR startete.
Im 50-km-Gehen wurde er bei den Olympischen Spielen 1964 in Tokio Vierter in 4:15:27 h. 1968 gab er bei den Olympischen Spielen in Mexiko-Stadt auf, und 1969 wurde er bei den Leichtathletik-Europameisterschaften 1969 in Athen disqualifiziert.
1963 wurde er DDR-Meister im 35-km-Gehen. Seine persönliche Bestzeit im 50-km-Gehen von 4:05:25 h stellte er 1969 auf.
Leuschke startete für den SC Dynamo Berlin.